# Knut von Dänemark

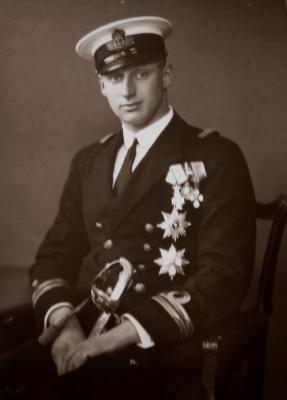
Prinz Knut von Dänemark, 1935

Prinz Knut von Dänemark (* 27. Juli 1900 in Lyngby; † 14. Juni 1976 in Gentofte) war der zweite und jüngste Sohn des dänischen Königs Christian X. und seiner Frau Alexandrine von Mecklenburg-Schwerin. Er war Angehöriger des Hauses Schleswig-Holstein-Sonderburg-Glücksburg und von 1947 bis 1953 dänischer Thronfolger. Er war der Onkel der bis Januar 2024 amtierenden Königin Margrethe II. von Dänemark.

## Herkunft und Familie

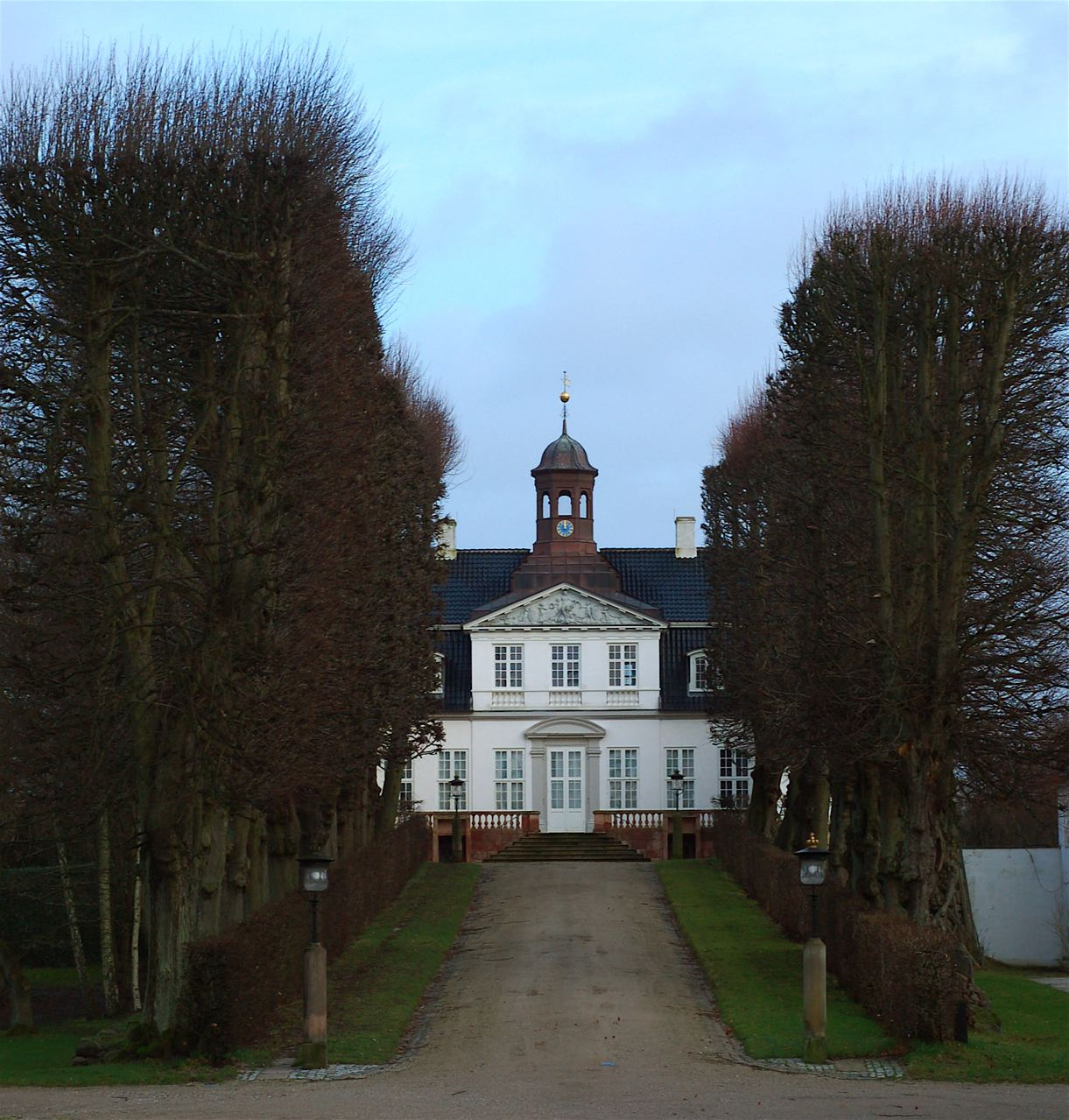
Geburtsort von Prinz Knut: das Schloss Sorgenfri nördlich von Kopenhagen.

Prinz Knut von Dänemark wurde am 27. Juni 1900 in der Sommerresidenz seiner Eltern, Schloss Sorgenfri am Ufer des kleinen Flusses Mølleåen in Kongens Lyngby nördlich von Kopenhagen auf der dänischen Insel Seeland geboren. Er wurde auf den Namen Knud Christian Frederik Michael getauft. Zum Zeitpunkt seiner Geburt amtierte noch sein Urgroßvater Christian IX. als König, der 1863 die Herrschaft des deutschstämmigen Hauses Schleswig-Holstein-Sonderburg-Glücksburg begründet hatte. Mütterlicherseits stammte Knut von den Großherzögen von Mecklenburg-Schwerin ab. Der letzte Großherzog Friedrich Franz IV. war sein Onkel, die letzte preußisch-deutsche Kronprinzessin Cecilie seine Tante.
Sein Vater wurde König von Dänemark, als Knut 12 Jahre alt war. Sein Onkel Carl war als Haakon VII. seit 1905 König von Norwegen. Knuts Bruder Frederik (IX.) folgte seinem Vater auf den dänischen Thron.
Prinz Knut heiratete am 8. September 1933 auf Schloss Fredensborg seine Cousine Prinzessin Caroline-Mathilde von Dänemark, Tochter von Knuts Onkel Prinz Harald von Dänemark und Prinzessin Helena von Schleswig-Holstein-Sonderburg-Glücksburg.
Aus der Ehe gingen drei Kinder hervor:
- Prinzessin Elisabeth von Dänemark (* 8. Mai 1935, † 19. Juni 2018)
- Prinz Ingolf von Dänemark (* 17. Februar 1940), später Graf von Rosenborg
- Prinz Christian von Dänemark (* 22. Oktober 1942, † 21. Mai 2013), später Graf von Rosenborg

## Tätigkeiten
Als 19-Jähriger trat Prinz Knut in die dänische Marine ein. Sein Dienst auf dänischen Patrouilleschiffen führte ihn nach Island, Grönland, auf die Färöer und ins Mittelmeer. Gemeinsam mit seinem Bruder durchlief er die Offizierschule der dänischen Marine. Als Marineoffizier war er unter anderem Befehlshaber der Festung Dragør. Er beendete seine Karriere bei der Marine nach 46 Jahren als Admiral.
Prinz Knut war wegen seines freundlichen Wesens, seiner Herzlichkeit und seiner Volksnähe bei der dänischen Bevölkerung sehr beliebt. Neben seiner Tätigkeit als Offizier engagierte er sich in verschiedenen gemeinnützigen Organisationen. Sein größtes Engagement galt der dänischen Minderheit in Südschleswig und der gesamten Grenzregion. Bei der Wiedervereinigung von Nordschleswig mit Dänemark 1920 ritt er an der Seite seines Vaters und seines Bruders über die ehemalige Grenze, was als symbolische Handlung zu einem nationalen Ereignis wurde.
Prinz Knut war Schirmherr folgender Organisationen:
- Sydslesvigsk Studie- og Hjælpefond („Südschleswigscher Ausbildungs- und Hilfsfonds“)
- Foreningen af Søofficerer i Reserven („Vereinigung der Marineoffiziere der Reserve“)
- Foreningen for National Kunst („Vereinigung für Dänische Kunst“)
- Dansk Ornitologisk Forening („Dänische Ornithologische Vereinigung“)

## Thronfolge und Verfassungsänderung
König Frederik IX. hatte, als er 1947 den Thron bestieg, drei Töchter. Da in Dänemark die männliche Thronfolge galt, wurde Prinz Knut als sein jüngerer Bruder zum Thronfolger erklärt. Als Thronfolgerpaar hatten Prinz Knut und Prinzessin Caroline-Mathilde plötzlich eine neue öffentliche Rolle, mit der sie nicht gerechnet hatten. Prinz Knut wurde Mitglied des dänischen Staatsrates und übernahm neue repräsentative Pflichten.
1948 sprach der dänische Staatsminister Hans Hedtoft unter vier Augen erstmals mit König Frederik IX. über die Möglichkeit der weiblichen Thronfolge. Der König reagierte zunächst abweisend, vermutlich weil er zuerst an die Last dachte, die das Amt für seine (damals noch kleine) Tochter bedeuten würde. Seine Frau Ingrid, selbst Anhängerin des Feminismus, befürwortete die weibliche Thronfolge uneingeschränkt.
Ab 1950 stellte die Dänische Frauenvereinigung (Dansk Kvindesamfund) öffentlich die Frage, warum Prinz Knut und sein Sohn Prinz Ingolf der sehr beliebten Tochter des Königs, Prinzessin Margrethe, vorgezogen werden sollten, nur weil in Dänemark nicht die Möglichkeit der weiblichen Thronfolge bestand. Die Frauenbewegung und der Kampf für Gleichberechtigung waren zu diesem Zeitpunkt schon lange eine feste Größe in Dänemark, und ihre Argumente fanden Gehör. Unangenehm wurde die Debatte für Prinz Knut und seine Familie, als die Medien das Thema über Jahre mit Kommentaren und Reportagen anheizten und dabei auch unsachlich und persönlich wurden. Gefragt wurde, ob Prinzessin Margrethe nicht geeigneter sei als ihr Onkel Knut und ihr Cousin Ingolf. Prinz Knut beklagte sich nicht darüber, dass eine Debatte über die Thronfolge geführt wurde. Die Art und Weise der Diskussion jedoch empfand er als kränkend.
1953 nahm Staatsminister Erik Eriksen die Sache in die Hand: Er brachte eine Volksabstimmung über eine Verfassungsänderung auf den Weg, die neben der Einführung der bedingten weiblichen Thronfolge auch die Abschaffung des Oberhauses Landstinget und andere Reformen beinhaltete. Dadurch konnten die Dänen praktisch wählen, ob sie Prinzessin Margrethe oder, auf lange Sicht, Prinz Ingolf als Staatsoberhaupt haben wollten. Bei der Abstimmung 1953 wurde die Verfassungsänderung angenommen. Die damals 13-jährige Margrethe wurde Kronprinzessin. Prinz Knut und seine Söhne standen in der Liste der Thronfolger nun hinter Margrethe und ihren beiden Schwestern. Knuts Tochter Prinzessin Elisabeth wurde neu in die Liste der Thronfolger aufgenommen und stand bei ihrem Tod 2018 dort auf Platz 12.
Als Entschädigung für den Entzug des Thronfolger-Titels erhielt Prinz Knut gemäß Parlamentsbeschluss weiterhin Bezüge in Höhe der Thronfolger-Apanage. Außerdem erhielten er und seine Frau dauerhaft den Titel eines Erbprinzen bzw. einer Erbprinzessin.

## Residenzen
Mittelpunkt seines Lebens war Schloss Sorgenfri: Hier verbrachte Prinz Knut einen Teil seiner Kindheit, und mit seiner Frau bezog er das Schloss als feste Residenz, der sie ein Leben lang treu blieben. Aufgewachsen war Prinz Knut außerdem auf Schloss Amalienborg und Schloss Marselisborg. 1944 erbten Knut und Caroline-Mathilde von Prinz Gustav Schloss Egelund auf der Insel Seeland, das sie als Sommersitz nutzten. Später bildete das kleine Schloss Klitgården bei Skagen den Mittelpunkt der Sommerferien. Das Paar erbte es 1952 von Königin Alexandrine. Prinz Knut und Prinzessin Caroline-Mathilde galten als sehr gastfreundlich.

## Redewendung
Prinz Knut hat 1958 unbeabsichtigt an der Entstehung der dänischen Redewendung En gang til, for prins Knud – „Noch einmal, für Prinz Knut“ mitgewirkt, die verwendet wird, wenn etwas überraschend wiederholt wird: Prinz Knut und Prinzessin Caroline-Mathilde hatten eine Ballettaufführung besucht und aus ihrer Loge eine bekannte Szene nicht sehen können. Als sie dies nach der Vorstellung dem Theaterdirektor erzählten, ließ dieser die Szene für das Paar wiederholen. Dies wurde am nächsten Tag von einer Zeitung unter der Überschrift „Noch einmal, für Prinz Knut“ aufgegriffen. Diese Überschrift wiederum wurde 1959 für einen Revueschlager von Brigitte Reimer verwendet und dadurch weiter verbreitet. Das Sprichwort wird auch verwendet, wenn man etwas wiederholen muss, weil jemand etwas nicht begreift. Dadurch ist die Auffassung entstanden, dass auch Prinz Knut begriffsstutzig gewesen sein müsse. Dies ist nicht richtig.

## Erwähnenswertes
Prinz Knut war Träger des Elefanten-Ordens.
Nach Prinz Knut wurde eine der Eisenbahnfähren über den Großen Belt benannt (Arveprins Knud), die 1997 nach Fertigstellung der Brücke über den Großen Belt (Storebæltsbroen) ihren Dienst einstellten. Außerdem wurde ein Studentenwohnheim in Kopenhagen nach ihm benannt, das Studierende aus Südschleswig aufnimmt (Arveprins Knuds Kollegium).
Prinz Knut wurde 1976 am traditionellen Begräbnisort der königlichen Familie im Dom zu Roskilde bestattet. Seine Frau lebte 19 weitere Jahre als Witwe auf Schloss Sorgenfri.

## Vorfahren
| Ururgroßeltern    | Herzog Friedrich Wilhelm (Schleswig-Holstein-Sonderburg-Glücksburg) (1785–1831) ⚭ 1810 Prinzessin Luise Karoline von Hessen-Kassel (1789–1867) | Landgraf Wilhelm von Hessen-Kassel-Rumpenheim (1787–1867) ⚭ 1810 Prinzessin Louise Charlotte von Dänemark (1789–1864) | König Oskar I. (Schweden) (1799–1859) ⚭ 1823 Prinzessin Josephine Beauharnais von Leuchtenberg (1807–1876) | Prinz Friedrich von Oranien-Nassau (1797–1881) ⚭ 1825 Prinzessin Luise von Preußen (1808–1870)  | Großherzog Paul Friedrich (Mecklenburg) (1800–1842) ⚭ 1822 Prinzessin Alexandrine von Preußen (1803–1892)               | Prinz Heinrich LXIII. Reuß zu Köstritz (1786–1841) ⚭ 1819 Gräfin Eleonore zu Stolberg-Wernigerode (1801–1827)           | Zar Nikolaus I. (Russland) (1796–1855) ⚭ 1817 Prinzessin Charlotte von Preußen (1798–1860)                              | Großherzog Leopold (Baden) (1790–1852) ⚭ 1819 Prinzessin Sophie Wilhelmine von Schleswig-Holstein-Gottorf (1801–1865)   |
| Urgroßeltern      | König Christian IX. (1818–1906) ⚭ 1842 Prinzessin Luise von Hessen (1817–1898)                                                                 | König Christian IX. (1818–1906) ⚭ 1842 Prinzessin Luise von Hessen (1817–1898)                                        | König Karl XV. (Schweden) (1826–1872) ⚭ 1850 Prinzessin Luise von Oranien-Nassau (1828–1871)               | König Karl XV. (Schweden) (1826–1872) ⚭ 1850 Prinzessin Luise von Oranien-Nassau (1828–1871)    | Großherzog Friedrich Franz II. (Mecklenburg) (1823–1883) ⚭ 1849 Prinzessin Auguste Reuß zu Schleiz-Köstritz (1822–1862) | Großherzog Friedrich Franz II. (Mecklenburg) (1823–1883) ⚭ 1849 Prinzessin Auguste Reuß zu Schleiz-Köstritz (1822–1862) | Großfürst Michael Nikolajewitsch Romanow (1832–1909) ⚭ 1875 Prinzessin Cäcilie von Baden (1839–1891)                    | Großfürst Michael Nikolajewitsch Romanow (1832–1909) ⚭ 1875 Prinzessin Cäcilie von Baden (1839–1891)                    |
| Großeltern        | König Friedrich VIII. (1843–1912) ⚭ 1869 Prinzessin Luise von Schweden (1851–1926)                                                             | König Friedrich VIII. (1843–1912) ⚭ 1869 Prinzessin Luise von Schweden (1851–1926)                                    | König Friedrich VIII. (1843–1912) ⚭ 1869 Prinzessin Luise von Schweden (1851–1926)                         | König Friedrich VIII. (1843–1912) ⚭ 1869 Prinzessin Luise von Schweden (1851–1926)              | Großherzog Friedrich Franz III. (Mecklenburg) (1851–1897) ⚭ 1879 Großfürstin Anastasia Michailowna Romanowa (1860–1922) | Großherzog Friedrich Franz III. (Mecklenburg) (1851–1897) ⚭ 1879 Großfürstin Anastasia Michailowna Romanowa (1860–1922) | Großherzog Friedrich Franz III. (Mecklenburg) (1851–1897) ⚭ 1879 Großfürstin Anastasia Michailowna Romanowa (1860–1922) | Großherzog Friedrich Franz III. (Mecklenburg) (1851–1897) ⚭ 1879 Großfürstin Anastasia Michailowna Romanowa (1860–1922) |
| Eltern            | König Christian X. (1870–1947) ⚭ 1898 Herzogin Alexandrine von Mecklenburg-Schwerin (1879–1952)                                                | König Christian X. (1870–1947) ⚭ 1898 Herzogin Alexandrine von Mecklenburg-Schwerin (1879–1952)                       | König Christian X. (1870–1947) ⚭ 1898 Herzogin Alexandrine von Mecklenburg-Schwerin (1879–1952)            | König Christian X. (1870–1947) ⚭ 1898 Herzogin Alexandrine von Mecklenburg-Schwerin (1879–1952) | König Christian X. (1870–1947) ⚭ 1898 Herzogin Alexandrine von Mecklenburg-Schwerin (1879–1952)                         | König Christian X. (1870–1947) ⚭ 1898 Herzogin Alexandrine von Mecklenburg-Schwerin (1879–1952)                         | König Christian X. (1870–1947) ⚭ 1898 Herzogin Alexandrine von Mecklenburg-Schwerin (1879–1952)                         | König Christian X. (1870–1947) ⚭ 1898 Herzogin Alexandrine von Mecklenburg-Schwerin (1879–1952)                         |
| Knut von Dänemark | | | |                                                                                                 | | | | |